# Eugenia nervosa
Eugenia nervosa är en myrtenväxtart som beskrevs av João de Loureiro. Eugenia nervosa ingår i släktet Eugenia och familjen myrtenväxter. Inga underarter finns listade i Catalogue of Life.